# (S,S)-ブタンジオールデヒドロゲナーゼ
(S,S)-ブタンジオールデヒドロゲナーゼ（(S,S)-butanediol dehydrogenase）は、酪酸の代謝酵素の一つで、次の化学反応を触媒する酸化還元酵素である。
(S,S)-ブタン-2,3-ジオール + NAD+ {\displaystyle \rightleftharpoons } アセトイン + NADH + H+
反応式の通り、この酵素の基質は(S,S)-ブタン-2,3-ジオールとNAD+、生成物はアセトインとNADHとH+である。
組織名は(S,S)-butane-2,3-diol:NAD+ oxidoreductaseで、別名にL-butanediol dehydrogenase, L-BDH, L(+)-2,3-butanediol dehydrogenase (L-acetoin forming)がある。